# 山本明彦
山本 明彦（やまもと あきひこ、1947年4月1日 - ）は、日本の政治家。元自由民主党所属の衆議院議員（3期）。
財政政策や金融政策に詳しく、経済産業大臣政務官（第2次小泉改造内閣）、自由民主党金融専任部会長・財務金融部会長、内閣府副大臣（金融、行政改革、公務員制度改革、拉致問題等担当）（第1次安倍改造内閣・福田康夫内閣）、愛知県議会議員などを歴任した。
義祖父・山本一二は豊橋市議会議長・愛知県議会議員。義父・山本寛開は愛知県議会議員。

## 経歴
愛知県宝飯郡一宮町（現・豊川市）出身。愛知県立時習館高等学校卒業。1969年3月、名古屋大学工学部建築学科卒業。同年4月、株式会社フジタに就職。一級建築士などの資格を持つ。建設会社社長、自動車学校社長、豊橋青年会議所理事長、日本青年会議所長期政策会議議長などを務めた。
義父の山本寛開が1987年の愛知県議会議員選挙への不出馬を決め、その後継候補となる。自民党は定数5の豊橋市選挙区において、現職の菅沼義美、同じく現職の柿原春次、山本の3名に公認を出した。4月12日に投票は行われ、元衆議院議員の岡田哲児の子の柏熊光代（社会党）が初出馬ながらトップ当選を果たした。山本は2位で初当選。柿原は5位当選の広木良次（公明党）に259票差で敗れ、落選した。1995年に3選。
2000年6月、村田敬次郎から地盤を引継ぎ、衆議院議員選挙に愛知15区から立候補し初当選。以降引退まで連続当選3回。第2次小泉改造内閣で経済産業大臣政務官。その後、自民党金融専任部会長、自民党財務金融部会長、衆議院財務金融委員会筆頭理事。第1次安倍改造内閣・福田内閣では内閣府副大臣（金融、行政改革、公務員制度改革、拉致問題等担当）を務め、麻生内閣では自民党財務金融部会長代理・自民党住宅土地調査会事務局長。
2009年の第45回衆議院議員総選挙では民主党の森本和義に敗れ、重複立候補していた比例東海ブロックでも復活できず落選。2010年9月21日、政界引退を表明。
2017年4月29日付の春の叙勲で、旭日重光章を受章。

## 主な活動
衆議院初当選後は、一貫して大蔵・財務金融委員会に所属。現在は「まずは景気回復」を旗頭に財政・金融畑を歩く。他にも農政・教育・社会保障・インフラ整備等をライフワークに議員活動を続けた。
国会議員の中でも建築の教育をうけて専門資格も持ち、「耐震偽装問題（構造計算書偽造問題）」での対応・対策議論では現場出身者として中心的役割を果たしてきた。党住宅土地調査会事務局長としては「住宅ローン減税」の旗振り役として景気対策に力を注いだ。
選択的夫婦別姓制度導入にも賛同し、例外的に夫婦の別姓を実現させる会にも参加した。
政界引退後の2011年１月。地元東三河の若手経営者らを集め、政治・経済・経営勉強会「吉田塾」を設立。月１回例会で幅広い分野の講師招聘を続け、10年超、勉強会活動が続いている。

## 所属していた団体・議員連盟
- 日本会議国会議員懇談会
- 日韓議員連盟
- 朝鮮通信使交流議員の会
- 再チャレンジ支援議員連盟
- 例外的に夫婦の別姓を実現させる会